# Симон Тодорски
Архиепископ Симон (рођ. Симеон Фјодорович Теодорски; 1. септембар, 1700. или 12. септембар 1701., Золотоносха, Перејаславска област - 22. фебруара [5. марта] 1754. године, Псков, Новгородска област) - епископ Руске православне цркве, архиепископ псковски, изборски и нарвски. Теолог, преводилац и проповедник, учитељ закона Петра III и Катарине II.

## Биографија
Студирао је на Кијевско-Мохиљанској академији (1718-1727), затим је живео у Ревалу, након чега је високо образовање стекао у Немачкој - на Универзитету у Халеу.
Био је близак пијетистима. У Халеу је са немачког превео Књигу правог хришћанства Јохана Арнда и Учење о почетку хришћанског живота Анастасија Проповедника. Књиге су штампане у Халеу у штампарији Копиевич (1735), али је у Русији Арндтов превод забранила царица Јелисавета Петровна 1743, упркос чињеници да је Симон у то време већ био члан Синода и дворски проповедник. Улогу превода Тодорског у развоју руске филозофије примећује В. В. Зенковски. Преводио је и поезију.
После Халеа, Симон је предавао грчки језик у Београду. Дошао је у Кијев 1738. године и почео да предаје грчки, хебрејски и немачки језик на Кијевској богословској академији. По оцени протојереја. Георгија Флоровског – „велики стручњак за грчке и источне језике, ученик чувеног Михаелиса“. 17. маја 1740. пострижен је у монаштво и добија положај катихете. Године 1742, по препоруци митрополита Кијевско-галичког Рафаила Заборовског, личним указом Јелисавете позван је на суд и постављен за учитеља закона и васпитача наследника Карла Петра Холштајн-Готорпског, будућег Петра III. После Петровог преласка у православље, Симон је остао његов исповедник, а од 1744. био је васпитач и исповедник своје невесте Софије Фредерике од Зербста, будуће Катарине II.
Од 1743. године - архимандрит Ипатијевског манастира у Костроми, члан Светог синода 1745. године је хиротонисан за епископа костромског и галичког, али је те дужности обављао у одсуству, на двору. Пет месеци касније он је формално „премештен” у Псковско-нарвску епархију, остајући у Санкт Петербургу. Повећао је трошкове за издржавање богословаца Псковске академије и поклонио своју богату библиотеку са књигама на ретким језицима Псковској Богословији.
Учествовао је у припреми сада прихваћеног црквенословенског превода Библије, Јелисаветинске Библије.
Поводом веома свечаних догађаја Симон је држао јавне беседе, које су штампане у великим тиражима по налогу царице Јелисавете (покровитељке дворске хомилетике); Сматран је за једног од највећих мајстора елоквенције свог времена.
Царица Катарина II у својим мемоарима више пута са великим поштовањем пише о свом ментору у православљу, „епископу псковском“.
Године 1748. уздигнут је у чин архиепископа, а 1749. ослобођен је дужности исповедника.
Преминуо је 22. фебруара (5. марта) 1754. у Пскову. Сахрањен је на доњем спрату Псковске Тројице, у источном делу гробнице.
Био је поштован као локално поштован светац.

## Радови
Превод књиге Јохана Арнда. Хале, 1735.

### Преводи
- Џон Арндт. Четири књиге о правом хришћанству. Хале, 1735.
- Анастасије проповедник. Упутства за истинско познање и душеспасоносну употребу страдања и смрти Господа и Спаситеља нашег Исуса Христа. Хале, 1735.
- А. Г. Франке. Почетак хришћанског учења. Хале, 1735.
- Пет изабраних псалама царујућег пророка Давида са најлепшим песмама хвалоспева двојице црквених учитеља Амвросија и Августина. Хале, 1730-те.

### Проповеди
- „Беседа о Благовестима Пресвете Богородице“, 25. марта 1741.
- „Беседа о Васкрсењу Христовом“, 29. марта 1741.
- „Беседа на дан Животворне Тројице“, 17. маја 1741. године,
- „Беседа о васкрсењу Христовом“, 17. маја 1741. године; . јеромонах Симон Тодорски (архиепископ псковски и нарвски) и његове четири необјављене беседе.
- Хришћанско читање 8-9. Екстракција. П. 1-48.
- „Говор на рођендан Елизабете Петровне“ 1746
- „Говор на рођендан Петра Фјодоровича“, 10. фебруар 1743, Санкт Петербург, штампарија Академије наука; издање са коментаром: Кислова Е. И. „Слово о рођендану Петра Фјодоровича” Симона Тодорског // Ацта Пхилологица, 2007, бр. 1, стр. 308-335.
- „Божји посебан благослов“ (реч на венчању Петра Фјодоровича и Јекатерине Алексејевне, 21. августа 1745). Москва, Синодална штампарија; Санкт Петербург, Штампарија Академије наука.